# Дабэйюань
Дабэйюань, Храм Дабэй (полностью кит. трад. 大悲禪院, упр. 大悲禅院, пиньинь Dà Bēi Chányuàn, буквально: «Чаньский храм Великого сострадания», коротко кит. упр. 大悲院, пиньинь Dà Bēi Yuàn) — чань-буддийский храмово-монастырский комплекс в Тяньцзине, КНР. Является одним из главных центров китайской традиции буддизма.
Построен в годы Шуньчжи (1643—1661), расширен в 1669 году при Канси. Реконструирован в 1940 году.
Комплекс включает Храм Шакьямуни, Храм Сына Неба, Храм Великого сострадания, монастырскую библиотеку и другие строения. В Храме Шакьямуни ранее хранились известные мощи — череп Сюаньцзана, но он был подарен Индии в 1950-х годах. Сейчас в Храме Шакьямуни хранится коллекция из нескольких сотен статуй будд и бодхисаттв от времён династии Цзинь (265—420) до Цин.
В 1982 году храм получил официальный статус памятника и работает в том числе как музей. До него можно дойти пешком от главного вокзала Тяньцзиня.